# El Eulma
El Eulma (în arabă العلمة) este o comună din provincia Sétif, Algeria.
Populația comunei este de 155.038 locuitori (2008).